# Parasemia subalpina
Parasemia subalpina là một loài bướm đêm thuộc phân họ Arctiinae, họ Erebidae.